# NGC 2483
NGC 2483 (другие обозначения — ESO 430-SC2, OCL 677) — звёзды в созвездии Корма.
Этот объект входит в число перечисленных в оригинальной редакции «Нового общего каталога».
Объект был занесён в каталог как рассеянное скопление, но в 1976 году была проведена фотоэлектрическая фотометрия объекта, и оказалось, что NGC 2483 не является физическим звёздным скоплением.